# Branchiocerianthus italicus
Branchiocerianthus italicus is een hydroïdpoliep uit de familie Corymorphidae. De poliep komt uit het geslacht Branchiocerianthus. Branchiocerianthus italicus werd in 1921 voor het eerst wetenschappelijk beschreven door Stechow. 